# Witzeeze
Witzeeze er en kommune i det nordlige Tyskland, beliggende i Amt Büchen under Kreis Herzogtum Lauenburg. Kreis Herzogtum Lauenburg ligger i delstaten Slesvig-Holsten.

## Geografi
Witzeeze ligger ved Elbe-Lübeck-Kanal ca. 10 km nord for Lauenburg og omkring 37 km øst for Hamborg. I kommunen ligger resterne af Dückerschleuse ved den tidligere Stecknitzkanal.